# باول راتكليف
باول راتكليف (بالإنجليزية: Paul Ratcliffe)‏ هو لاعب كرة قدم أمريكي، ولد في 1969 في إنجلترا في المملكة المتحدة. لعب مع بروينز لجامعة كاليفورنيا ‏.